# Бурміч Анатолій Петрович
Анатолій Петрович Бурміч (нар. 13 серпня 1962) — український політик, народний депутат України 9-го скликання.

## Життєпис
Освіта вища. 
Бурміч працював заступником начальника управління Служби безпеки України у Кіровоградській області.
Кандидат у народні депутати від партії «Опозиційна платформа — За життя» на парламентських виборах 2019 року, № 20 у списку. На час виборів: начальник відділу асоціації ветеранів «Альфа» СБУ «Слов'яни», член партії «Опозиційна платформа — За життя». Проживає в місті Києві.
Був обраний народним депутатом України IX скликання від партії «Опозиційна платформа — За життя» номером 20 у списку як член партії. Член однойменної фракції.Член Комітету Верховної Ради з питань антикорупційної політики.
У серпні 2020 року став одним з ініціаторів до Конституційного Суду щодо відповідності Конституції низки положень антикорупційного законодавства. 28 жовтня КСУ оприлюднив скандальне рішення, згідно з яким скасовується відповідальність за недостовірне декларування та саме електронне декларування. Через рішення КСУ всі справи щодо недостовірного декларування мають бути закриті. 
22 липня 2025 року голосував за закон України 12414 який був ухвалений з порушенням Регламенту Верховної Ради України та підпорядкував НАБУ та САП Генеральному прокурору і викликав масові протести. 